# William Morton Wheeler
Pour les articles homonymes, voir Morton et Wheeler.
William Morton Wheeler est un entomologiste américain, né le 19 mars 1865 à Milwaukee et mort le 19 avril 1937 à Cambridge.

## Biographie
Il se spécialise d’abord sur l’embryologie des insectes et étudie auprès de Georg Baur (1859-1898), Anton Dohrn (1840-1909) et Charles Otis Whitman (1842-1910) avant de se tourner vers l’étude du comportement social des insectes, particulièrement des fourmis. Il joue un grand rôle dans le développement de l’éthologie aux États-Unis d'Amérique et tente de populariser ce terme (dans son usage actuel) dans un article en 1902 dans Science.
Grand taxinomiste, il décrit de nombreuses espèces. Il est le conservateur des invertébrés à l’American Museum of Natural History de New York de 1903 à 1908. Il est élu à la National Academy of Sciences.
Wheeler entretient une relation suivie avec le myrmécologiste et coléoptériste britannique Horace Donisthorpe (1870-1951). Wheeler lui dédiera son premier ouvrage sur les fourmis en 1915. Il traduit en anglais les ouvrages d’Auguste Forel (1848-1931). Il est membre de diverses sociétés savantes dont le Cambridge Entomological Club.
Wheeler a proposé de considérer les fourmilières, « sociétés » de fourmis, comme des organismes vivants à part entière ; il les classe comme superorganismes.

## Liste partielle des publications
- 1917 : The ants of Alaska[2] (Museum of Cambridge).

## Source
- Traduction de l'article de langue anglaise de Wikipédia (version du 23 octobre 2006).

## Note
1. ↑  Cf. Obituary: W.M. Wheeler. Psyche, 44 : 60.
2. ↑  Exemplaire numérique sur Internet Archive.